# European Young Chemists' Network
The European Young Chemists’ Network (EYCN) je divize European Chemical Society (EuChemS), která sdružuje chemiky mladší 35 let ze všech evropských partnerských chemických společnostech. 

## Historie
The EYCN byla založena v roce 2006. Nápad založit EYCN v rámci EuChemS se objevil během několika setkání mladých vědců v Evropě.  Dne 31. srpna 2006, během 1. Evropského chemického kongresu (ECC) v Budapešti, byl sepsán dokument nazvaný „Aims, Tasks and Goals of EYCN”.
V březnu 2007 vyzvali Jens Breffke (Německo) a Csaba Janáky (Maďarsko) všechny společnosti, aby poslali své mladé zástupce do Berlína s cílem stanovit pravidla EYCN, která byla později potvrzena výkonným výborem EuChemS.  Mezitím EYCN oslovila všechny mladé chemiky v rámci EuChemS, aby si vyměnili znalosti, zkušenosti a nápady.

## Organizace
EYCN má správní radu se čtyřmi jednotlivými týmy (Membership Team, Networks Team, Science Team and Communication Team), které mají specifické povinnosti a každý je řízen jedním leadrem. EYCN je jedna z nejaktivnějších divizí EuChemS a jejím hlavním cílem je podporovat a vést studenty, začínající výzkumné pracovníky a profesionály prostřednictvím ocenění (nejlepší poster a ceny za nejlepší vědeckou prezentaci, European Young Chemist Award - EYCA), výměnných programů (kongresová stipendia, Young Chemists Crossing Borders - program YCCB) a vzdělávacích aktivity (konference, Career Days, soft-skills symposia).
EYCN spolupracuje s dalšími společnostmi mladých chemiků v Evropě i mimo ni, například s American Chemical Society (Younger Chemists Committee, ACS-YCC) a International Younger Chemists Network (IYCN).
Kromě finanční podpory EuChemS je EYCN již mnoho let podporována společností EVONIK Industries.